# Foro siracusano
Il foro siracusano oggi identificato con il termine "villini", è un’area verde di Siracusa che si trova tra il piazzale Marconi e l'asse stradale di corso Umberto I. Anticamente era l'agorà cittadina e in epoca romana il foro.

## Storia
In epoca greca l'area divenne il punto di congiunzione tra l'isola di Ortigia e il quartiere Acradina e per questo diventò agorà forse per volontà di Gelone. Questa funzione rimase invariata anche nel successivo periodo romano quando furono costruiti altri edifici pubblici.
Sino al 1910 l'area era una piazza d'armi, per poi essere trasformata in giardino pubblico (popolarmente chiamato i villini) grazie all'architetto Luigi Mauceri che inserì il nuovo progetto dell'area nel piano regolatore. 
Qui c'era anche un campo di calcio in cui si sono svolte le prime partite di football (calcio) a Siracusa sin dal 1907 e disputate dal primo football club aretuseo, l'Ortigia Sport Club, che affrontava squadre locali o siciliane o di imbarcazioni estere (quasi sempre inglesi) ferme nel vicino porto grande, e furono proprio i marinai d'oltremanica che, scegliendo e improvvisando come campo di gioco la banchina del porto, praticarono per la prima volta a Siracusa il gioco del football (con il pallone all'epoca di cuoio) facendolo conoscere ai siracusani, il cui sport preferito era fino ad allora il ciclismo. Dopo la scomparsa dell'Ortigia nel 1915, lo stesso campo del foro siracusano continuò a essere usato grazie ai successivi club calcistici siracusani (su tutti il Circolo Sportivo Tommaso Gargallo) fino al 1924 quando fu aperto il primo vero campo di calcio di Siracusa, il Coloniale.

## I resti archeologici
All'interno del giardino pubblico che chiude Corso Umberto I, nel lato settentrionale,
sono ben visibili i resti di un portico di età imperiale, di cui sono state rialzate tre colonne in marmo, unica testimonianza diretta dell'antico foro. Sul lato meridionale è visibile un tratto della strada romana lastricata a basole che costituiva l'asse principale, tuttavia l'impianto originario dell'asse viario è di età arcaica, e recenti scavi ne hanno accertato la persistenza fino all'età bizantina. Sono inoltre presenti alcuni blocchi in pietra del bouleuterion. In quest'area sono state ritrovate diverse statue in marmo oggi conservate al Museo Paolo Orsi.
Cicerone ricorda i monumenti che nel 70 a.C. contornavano la piazza: magnifici portici, il bouleuterion, il pritaneo e il grandioso tempio eretto da Jerone II a Zeus Olimpio.
(Cicerone, Verrine, II 4, 119)